# L'Univers en folie
L'Univers en folie (titre original : What Mad Universe) est un roman de science-fiction américain, écrit par Fredric Brown et publié en 1949.

## Résumé
Keith Winton est journaliste dans une revue de science-fiction. Alors qu'il est invité chez son patron à la campagne, le jour où une fusée expérimentale doit être lancée, il s'isole un moment dans le jardin, plongé dans ses pensées. Mal lui en prend : le lancement de la fusée est un échec, et l'engin lui retombe dessus... l'expédiant dans un univers parallèle. 
Égaré, Keith va de stupéfaction en stupéfaction : "crédits" ayant remplacé les dollars,  monstres pourpres venus de la Lune et qui font leurs emplettes dans les magasins, superbes pin-ups très peu vêtues et néanmoins spationautes, informations sur la guerre contre... Arcturus, à des années-lumière de la Terre.  
Où est-il ? Fait-il un cauchemar ? Comment revenir dans "son" univers ? Il y parviendra finalement et encore "mieux", grâce à "Mekky" (voir ci-dessous), après avoir, au passage, vaincu les Arcturiens (il ne pouvait pas faire moins...).

## Le style
L'univers en folie est un joyau d'humour, ponctué de trouvailles étonnantes (la machine à coudre ouvrant la voie du voyage dans l'espace est une perle du genre...) et d'une réflexion mi-légère, mi-sérieuse sur la réalité de notre monde. C'est aussi, comme le fait remarquer Stan Barets dans  Le science-fictionnaire, une critique de la science-fiction parfois fascisante des années 1930 et de ses poncifs (héros blonds aux yeux bleus, extra-terrestres hideux toujours vus comme des ennemis, etc.). Cette veine satirique décapante se poursuivra avec Martiens, Go Home! en 1955. On pourrait énumérer par dizaines les trouvailles du roman : l'une des plus belles est certainement celle de "l'embrumage obligatoire" des grandes villes à la tombée de la nuit, afin d'éviter qu'elle ne soient repérées par les Arcturiens. Dans ces ténèbres absolues, les gangs et les bandits sont rois... Et puis, il y a Doppelle, le super-héros et sa créature qui l'a dépassé, Mekky, l'ordinateur flottant à l'esprit caustique, les plats servis dans les drugstores (le Poulet de Lune et le Zot de Mars), la Lune qui est habitable, le Luno hallucinatoire servi dans les bars de nuit clandestins, le Keith Winton local qui est comme son malheureux homonyme rédacteur en chef d'Aventures Extraordinaires (mais qui ne lui ressemble physiquement pas du tout, l'explication très logique étant donnée à la fin du roman). Les dernières lignes forment un "happy end" : au dernier moment, le héros a voulu "mieux" et il se retrouve effectivement dans un univers qui ressemble totalement au sien, sauf que... Et la dernière phrase claque comme un fouet : "Ça, se dit-il, c'est un univers !"

## Chef-d'œuvre de la science-fiction
Ce roman a été classé parmi les chefs-d'œuvre de la science-fiction dans les ouvrages de références suivants :
- Annick Beguin, Les 100 principaux titres de la science-fiction, Cosmos 2000, 1981 ;
- Jacques Sadoul, Anthologie de la littérature de science-fiction, Ramsay, 1981 ;
- Jacques Goimard et Claude Aziza, Encyclopédie de poche de la science-fiction. Guide de lecture, Presses Pocket, coll. « Science-fiction », no 5237, 1986 ;
- Denis Guiot, La Science-fiction, Massin, coll. « Le monde de... », 1987 ;
- Enquête du Fanzine Carnage mondain auprès de ses lecteurs, 1989 ;
- Lorris Murail, Les Maîtres de la science-fiction, Bordas, coll. « Compacts », 1993 ;
- Stan Barets, Le science-fictionnaire, Denoël, coll. « Présence du futur », 1994.